# Espícula viral

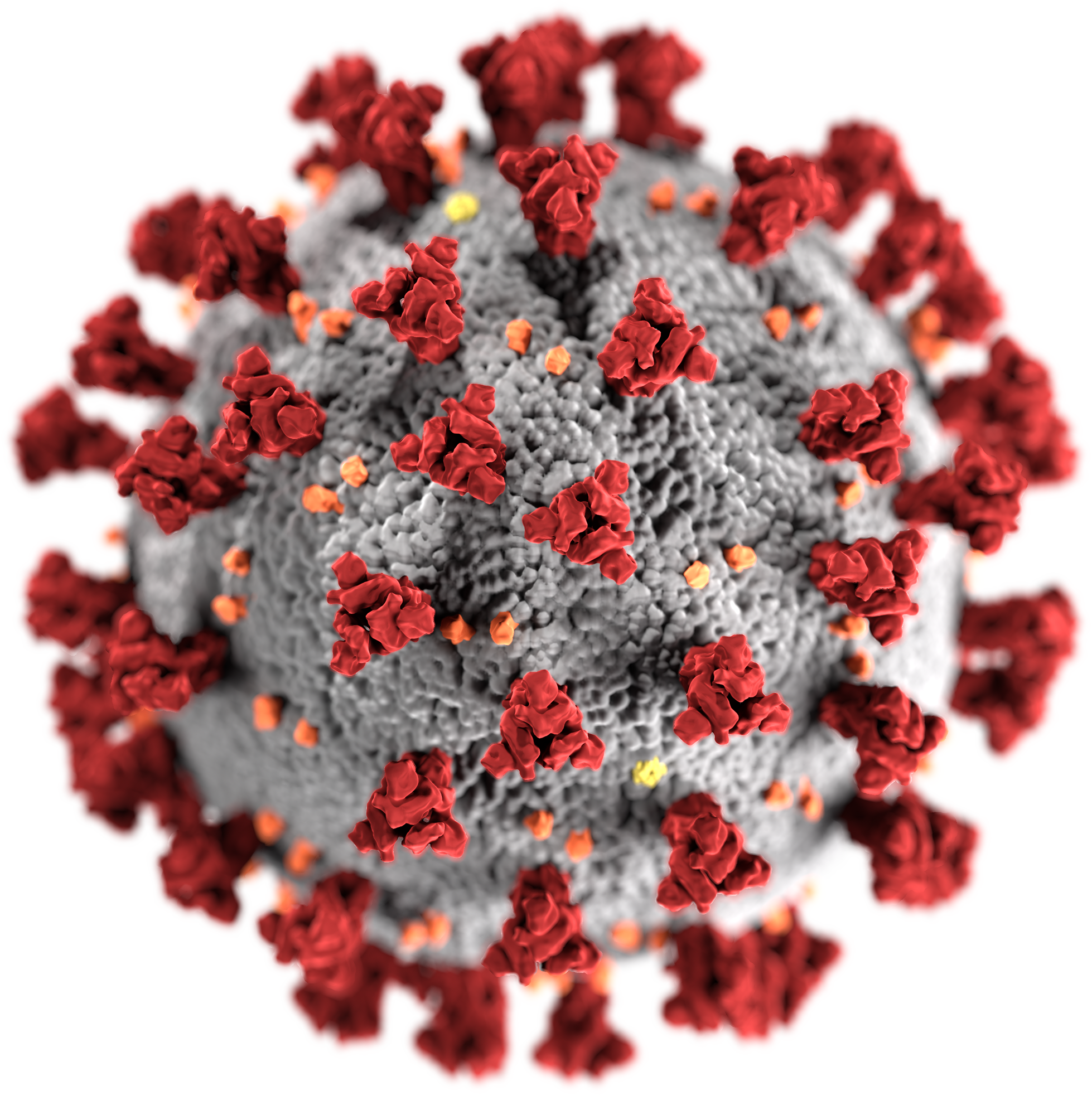
Los peplómeros de un coronavirus SARS-CoV-2 (en rojo y naranja) que utilizan la proteína ACE2 de la célula humana como llave de entrada.

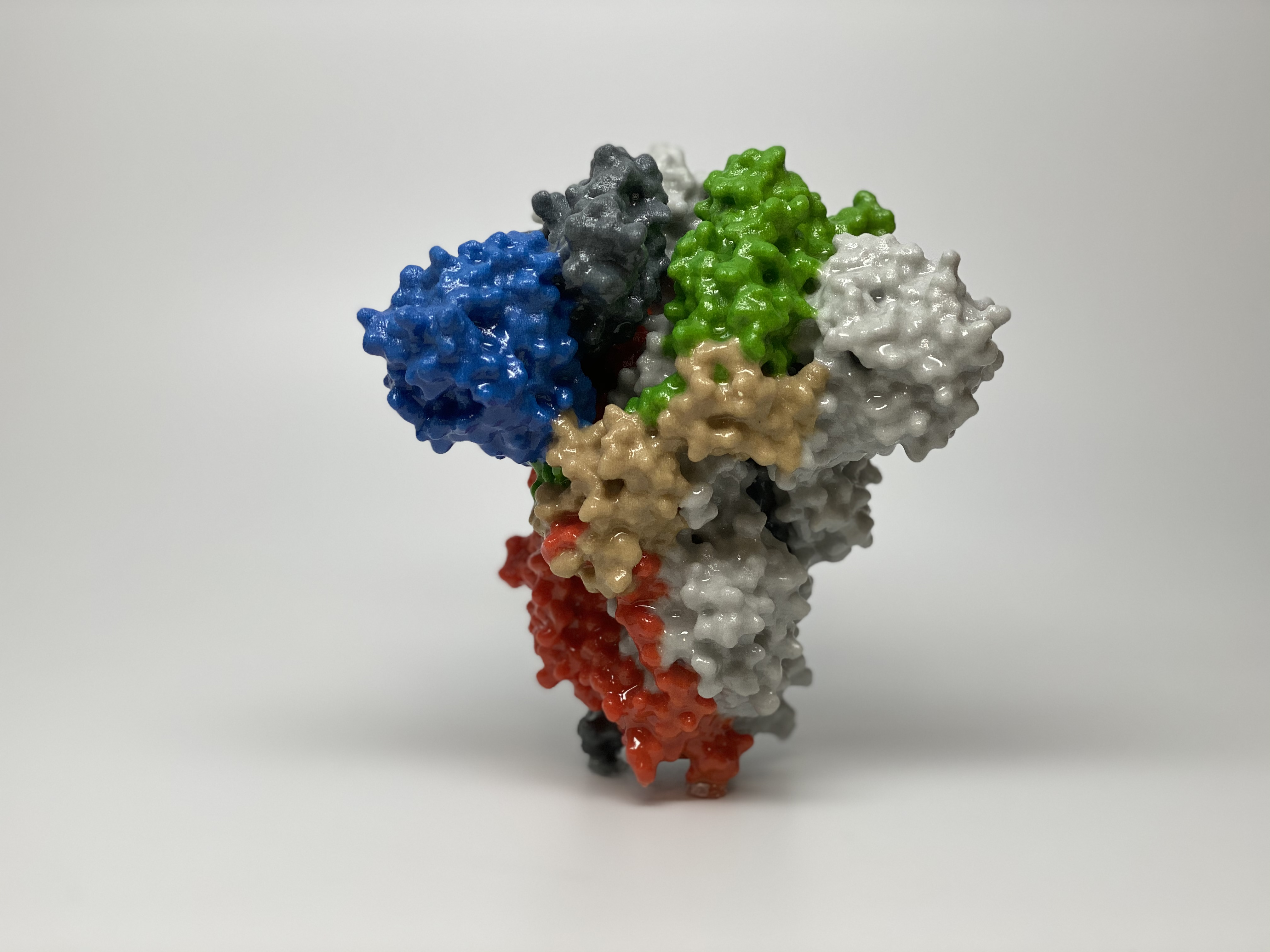
Impresión 3D de los peplómeros del SARS-CoV-2

Una espícula viral o peplómero es una glicoproteína en forma de espícula presente en una cápside viral o una envoltura vírica. Estas protuberancias se unen solo a ciertos receptores en la célula huésped. Son esenciales tanto para la especificidad de huésped como para la infectividad viral. 
Las fibras de la cola de algunos bacteriófagos, especialmente los tipo fago T4, son peplómeros modificados.

## Ejemplos de peplómeros

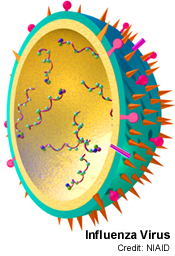
Partícula viral de un virus de la influenza. En la superficie de la envoltura vírica (■) se observa la presencia de peplómeros: (▲) y (●)

El virus de la gripe tiene dos tipos de peplómeros: 
1. Los de forma de espícula triangular son la hemaglutinina.
2. Los de forma de hongo son la neuraminidasa.